# Украинцы в Приднестровье
Украинцы Приднестровья (укр. Українці Придністров'я) — украинцы, проживающие на территории Приднестровской Молдавской Республики. Является третьей по численности национальностью непризнанной республики, после молдаван и русских. По данным переписи 2004 г., в Приднестровье насчитывалось 160069 украинцев (28,8 %), которые составляли почти половину населения Рыбницкого (45,4 %) и Каменского (42,6 %) районов и значительную часть населения других районов республики.

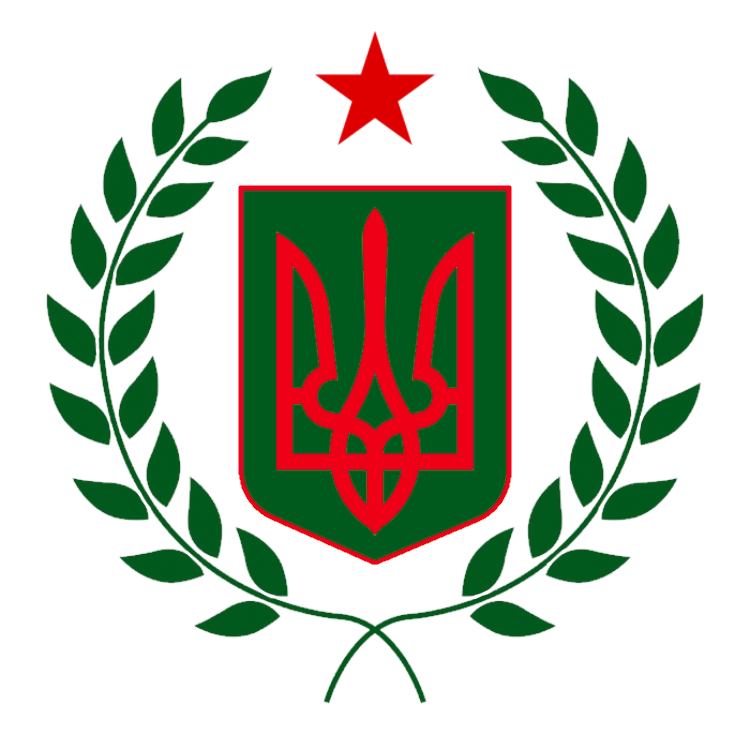
Герб украинцев приднестровья

## Численность
|                                       | численность | доля   |
| ------------------------------------- | ----------- | ------ |
| Рыбницкий район                       | 37 554      | 45,4 % |
| Каменский район                       | 11 610      | 42,6 % |
| город Тирасполь                       | 52 481      | 33,0 % |
| Дубоссарский район                    | 10 594      | 28,3 % |
| Слободзейский район                   | 20 772      | 21,7 % |
| город Бендеры                         | 18 725      | 17,8 % |
| Григориопольский район                | 8 333       | 17,4 % |
| Приднестровская Молдавская Республика | 160 069     | 28,8 % |

## Культура

### Организации
- Союз украинцев Приднестровья

### Образование
- Украинский лицей в Тирасполе
- Украинская гимназия имени Ивана Котляревского в Бендерах
- Средняя школа имени Леси Украинки в Рыбнице
- Кафедра украинского языка и литературы в Приднестровском государственном университете имени Т. Шевченко

### Пресса и телевидение
- По состоянию на 2018 г. в ПМР выходит еженедельная украиноязычная газета «Гомон» (Гомін).[1]
- Украинское телевидение и радиовещание.

### Памятники
В регионе открыто семь памятников выдающимся украинцам.